# Palestijnse algemene verkiezingen 1996
De Palestijnse algemene verkiezingen van 1996 waren de eerste algemene verkiezingen in de Palestijnse bezette gebieden sinds de totstandkoming van de Oslo-akkoorden. Ze werden gehouden op 20 januari 1996, in de Gazastrook, de Westelijke Jordaanoever en Oost-Jeruzalem voor de president en voor leden van het parlement van de Palestijnse Autoriteit.

## Achtergrond
De verkiezingen vonden plaats in een periode van optimisme in het vredesproces tussen Israël en Palestina. Veel Palestijnen hoopten dat de gekozen regering de eerste zou worden van een onafhankelijke Palestijnse staat, maar na vele jaren onderhandelen kwamen Israël en de Palestijnse Autoriteit niet tot een akkoord, waardoor het conflict onopgelost bleef. Hierdoor duurde het bijna een decennium voordat er nieuwe presidentiële en parlementsverkiezingen werden gekozen.
De enige politieke partij die ertoe deed, was Fatah, de grootste politieke organisatie binnen de Palestine Liberation Organization, die door Yasser Arafat werd geleid. De islamitische Hamas, die bij de volgende verkiezingen in 2006 de grootste partij zou worden, weigerde mee te doen aan de verkiezingen. Hamas vond de Palestijnse Autoriteit namelijk een organisatie die ontstaan is door onacceptabele onderhandelingen en compromissen met Israël. Volgens onafhankelijke waarnemers waren de verkiezingen vrij en eerlijk.

## Resultaten

### Presidentsverkiezingen

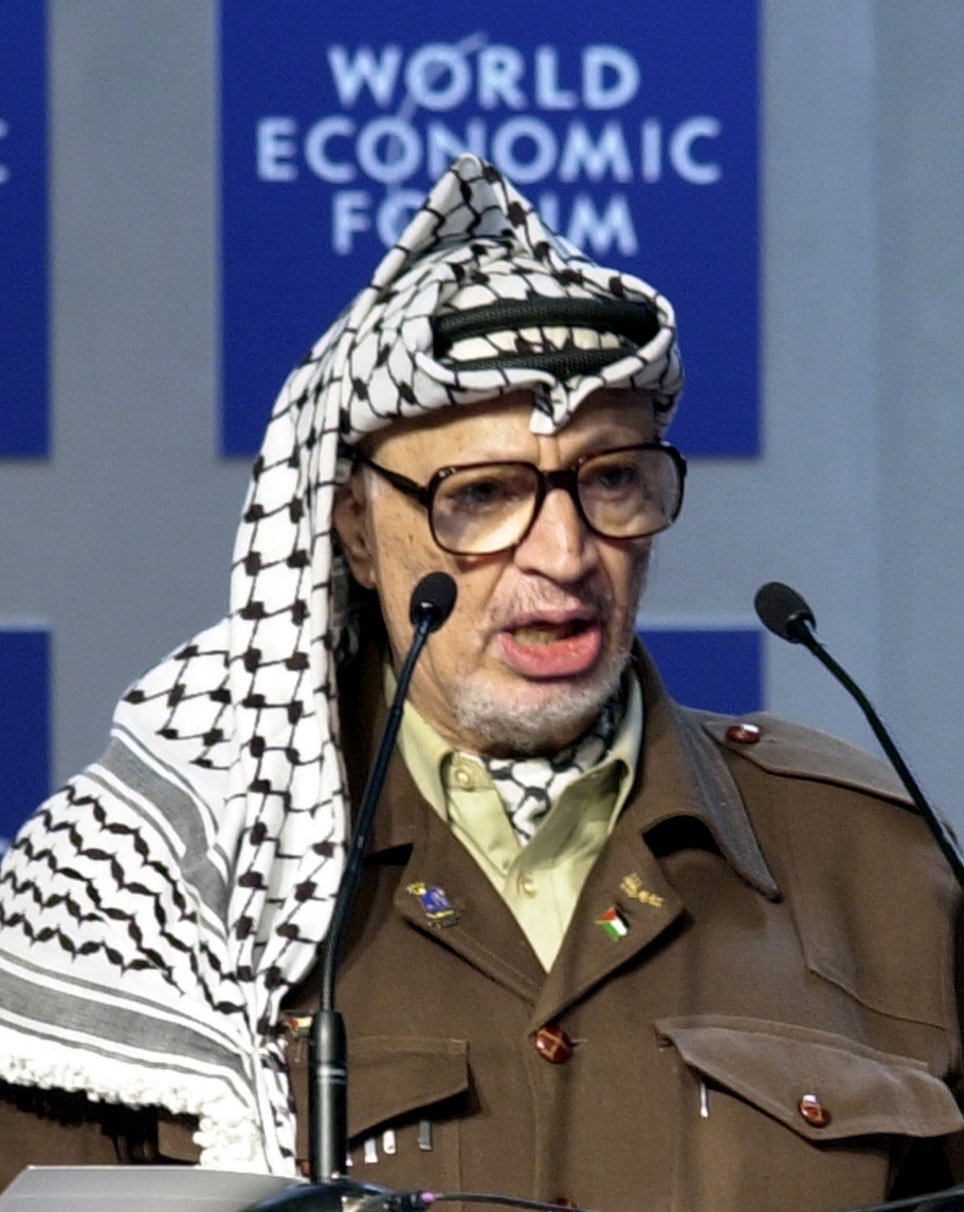
Yasser Arafat (Fatah)

De verkiezingen voor een nieuwe president werden gemakkelijk gewonnen door Yasser Arafat, met 88,2% van de stemmen. De uitslag was geen verrassing, aangezien Arafat al jaren een dominante positie innam in de Palestijnse politieke als hoofd van de PLO en Fatah. Tevens was hij een zeer populair politicus onder de Palestijnen. Zijn enige rivaal was de onafhankelijke Samiha Khalil, die slechts 11,5% van de stemmen kreeg.

### Parlementsverkiezingen
| Partij                     | Stemmen | Percentage | Zetels |
| -------------------------- | ------- | ---------- | ------ |
| Fatah                      |         | -          | 55     |
| Onafhankelijke Fatah-leden |         | -          | 7      |
| Onafhankelijke islamieten  |         | -          | 4      |
| Onafhankelijke christenen  |         | -          | 3      |
| Onafhankelijken            |         | -          | 15     |
| Samaritanen                |         | -          | 1      |
| Overige                    |         | -          | 1      |
| Vacant                     |         | -          | 2      |
| Totaal                     |         |            | 88     |